# Lijst van luchtvaartmaatschappijen in Suriname
Dit is een lijst van luchtvaartmaatschappijen in Suriname.

## Lijst
| Luchtvaartmaatschappij                   | Afbeelding | IATA | ICAO | Callsign           | Start | Eind | Luchthaven   | Verzorging | Opmerkingen                                                                                     |
| ---------------------------------------- | ---------- | ---- | ---- | ------------------ | ----- | ---- | ------------ | ---------- | ----------------------------------------------------------------------------------------------- |
| Blue Wing Airlines (BWI)                 |            |      | BWI  | BLUETAIL           | 2002  |      | Zorg en Hoop | Binnenland |                                                                                                 |
| Caricom Airways                          |            |      | CRB  | CARIBBEAN COMMUTER | 2004  | 2018 | J.A. Pengel  | Regionaal  | De vliegschool was Kuyake Aviation Herstart in 2018 als Dutch Caribbean Islandhopper op Curaçao |
| Fly All Ways (FAW)                       |            | 8W   | EDR  | BIRDVIEW           | 2016  |      | J.A. Pengel  | Regionaal  |                                                                                                 |
| Gum Air (GOM)                            |            |      | GOM  | GUMAIR             | 1971  |      | Zorg en Hoop | Binnenland |                                                                                                 |
| Surinaamse Luchtvaart Maatschappij (SLM) |            | PY   | SLM  | SURINAM            | 1955  |      | J.A. Pengel  | Wereldwijd |                                                                                                 |